# Полок (Луизијана)
Полок (енгл. Pollock) град је у америчкој савезној држави Луизијана.

## Демографија
По попису из 2010. године број становника је 469, што је 93 (24,7%) становника више него 2000. године.
| Група             | 2000.       | 2010.       |
| Белци             | 363 (96,5%) | 446 (95,1%) |
| Афроамериканци    | 0 (0,0%)    | 1 (0,2%)    |
| Азијати           | 2 (0,5%)    | 2 (0,4%)    |
| Хиспаноамериканци | 7 (1,9%)    | 6 (1,3%)    |
| Укупно            | 376         | 469         |